# 訃報 2008年6月
訃報 2008年6月（ふほう 2008ねん6がつ）では、2008年6月中に物故した、又は物故が報じられた人物についてまとめる。

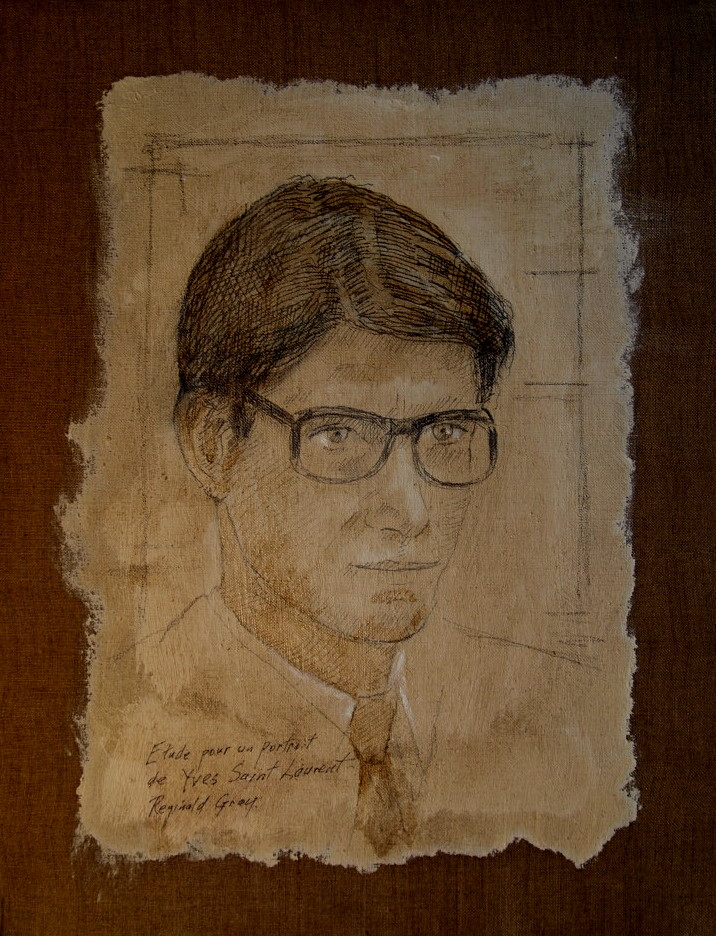
イヴ・サン＝ローラン／6月1日没

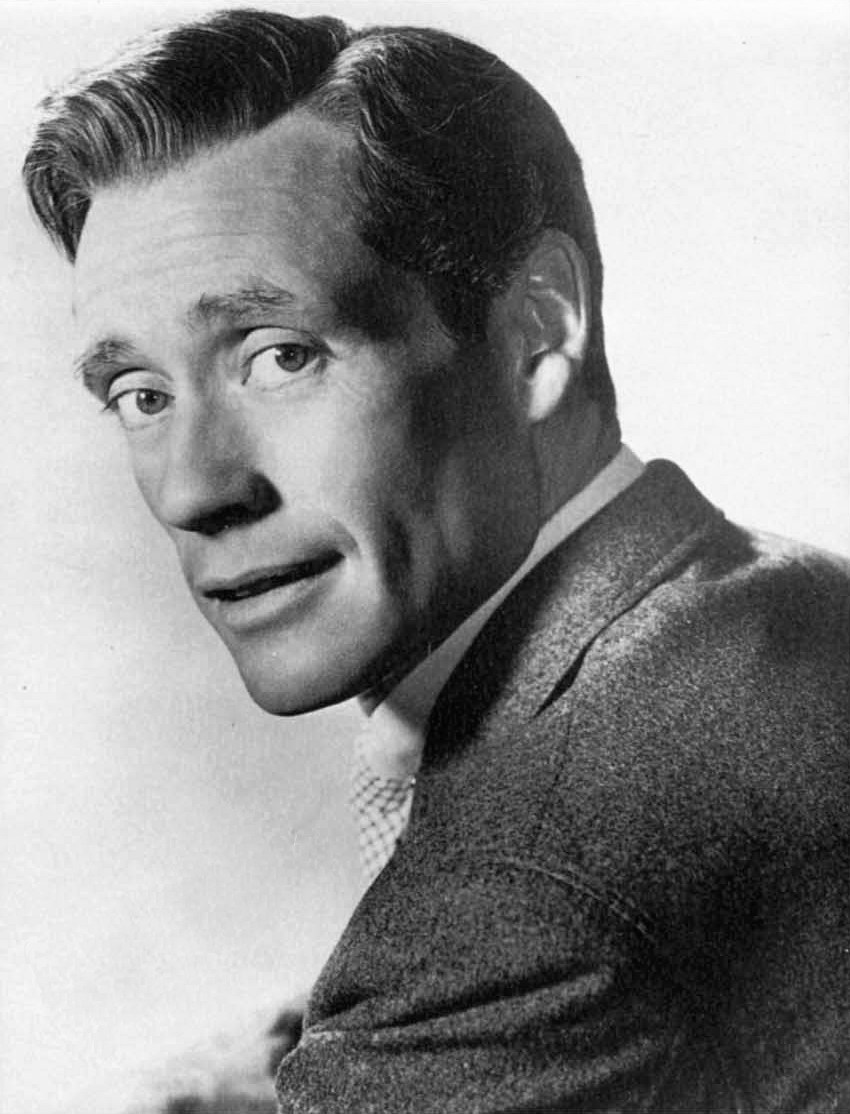
メル・ファーラー／6月2日没

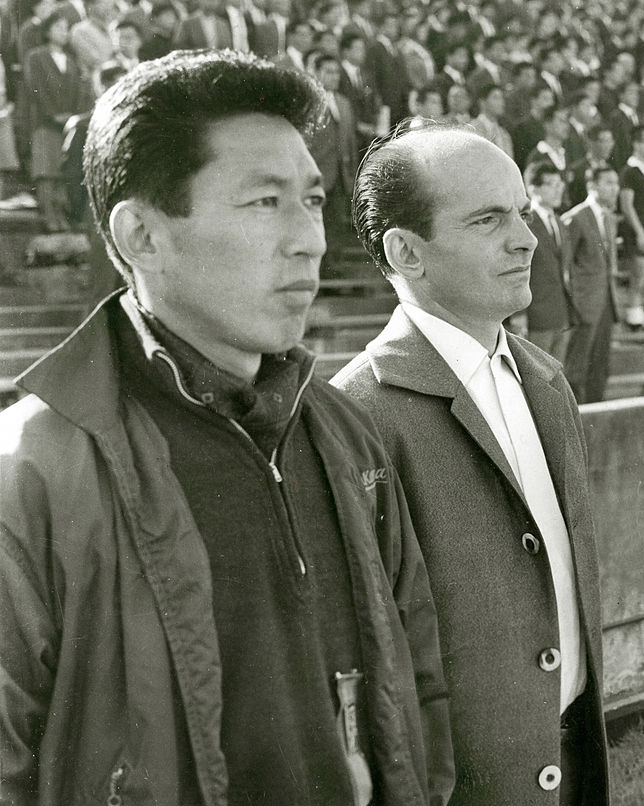
長沼健（左）／6月2日没

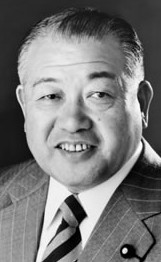
井上裕／6月22日没

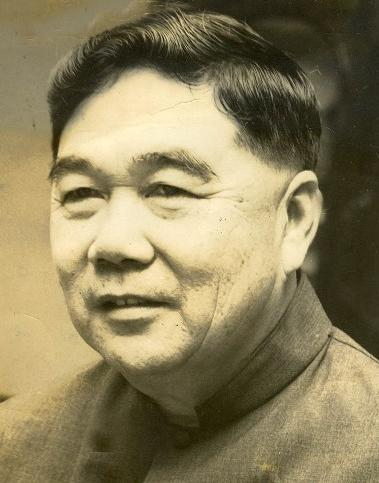
アーサー・チュン／6月23日没

## （1日 - 15日）
- 6月1日 - 石川敏功、日本カーボン株式会社元社長（* 1918年）
- 6月1日 - 宮城黎子、日本テニス協会顧問（* 1922年）
- 6月1日 - 河原一郎、法政大学名誉教授、建築学者（* 1926年）
- 6月1日 - イヴ・サン＝ローラン、フランスのファッションデザイナー（* 1936年）
- 6月1日 - アルトン・ケリー（Alton Kelley）、アメリカ合衆国の芸術家（* 1940年）
- 6月2日 - メル・ファーラー、アメリカ合衆国の映画俳優（* 1917年）
- 6月2日 - 多田道夫、フランス文学者、和歌山大学名誉教授、和歌の浦景観保全訴訟原告団（* 1926年）
- 6月2日 - ポール・シルズ（Paul Sills）、アメリカ合衆国の演出家（* 1927年）
- 6月2日 - ボ・ディドリー、アメリカ合衆国のロックンロール歌手（* 1928年）
- 6月2日 - 長沼健、日本サッカー協会最高顧問（* 1930年）
- 6月2日 - 柳沢信、写真家（* 1936年）
- 6月2日 - アン・ダノンコート（Anne d'Harnoncourt）、アメリカ合衆国の美術史家、フィラデルフィア美術館館長（* 1943年）
- 6月3日 - グリゴリー・ロマノフ、ソビエト連邦の政治家、レニングラード州党第一書記（* 1923年）
- 6月3日 - トレーバー・ケイン（Trevor Kaine）、豪州の政治家（* 1928年）
- 6月3日 - 中田睦子、書家（* 1928年）
- 6月4日 - 竹内正三、中世西洋史学者（* 1912年）
- 6月4日 - 西谷芳雄、精密工学学者（* 1925年）
- 6月4日 - 斎藤守慶、毎日放送最高顧問、元代表取締役会長、社長（* 1928年）
- 6月4日 - 岡野事行、原子核物理学者（* 1932年）
- 6月4日 - 長沼憲彦、元北海道留萌市長、元留萌支庁長（* 1934年）
- 6月4日 - アガタ・ムロズ＝オルシェフスカ、ポーランドのバレーボール選手（* 1982年）
- 6月5日 - 石川信太、小湊鉄道元会長（* 1912年）
- 6月5日 - 松井康浩、日本弁護士連合会元事務総長（* 1923年）
- 6月5日 - エウヘニオ・モンテホ（Eugenio Montejo）、ベネズエラの詩人・随筆家（* 1938年）
- 6月6日 - シャーンタ・フェレンツ（Ferenc Sánta）、ハンガリーの小説家（* 1927年）
- 6月6日 - 田畑麦彦、小説家（* 1928年）
- 6月6日 - 野田昌宏、SF作家（* 1933年）
- 6月6日 - 関光徳、横浜光ボクシングジム会長、元プロボクサー（東洋太平洋フェザー級チャンピオン）（* 1941年）
- 6月6日 - 前田實、日本文化出版会長（* 1941年）
- 6月6日 - 本多弘男、ぷらっとホーム会長（* 1943年）
- 6月6日 - 氷室冴子、小説家（* 1957年）
- 6月7日 - ディーノ・リージ、イタリア共和国の映画監督（* 1916年）
- 6月7日 - 飯田寛吉、日本相撲協会元呼出（* 1930年）
- 6月7日 - ルディ・フェルナンデス（Rudy Fernandez）、フィリピンの俳優（* 1952年）
- 6月8日 - 廣川シズエ、元自由民主党代議士、廣川弘禅元農林大臣夫人（* 1912年）
- 6月8日 - 古田康治、元陸上競技選手、ベルリンオリンピック日本代表選手（* 1914年）
- 6月8日 - 中谷龍一、洋画家（* 1917年）
- 6月8日 - ペーター・リュームコルフ（Peter Rühmkorf）、ドイツの作家（* 1929年）
- 6月8日 - シャバン・バイラモビッチ（Šaban Bajramović）、セルビアのロマ音楽ミュージシャン（* 1936年）
- 6月8日 - ブルース・パーチェイス（Bruce Purchase）、イギリスの俳優（* 1938年）
- 6月8日 - 富永敬俊、東京都出身、在フランスの醸造学者（* 1955年）
- 6月9日 - 小林元橡、北海道開発庁元事務次官（* 1915年）
- 6月9日 - アルジス・バドリス、アメリカ合衆国のSF作家（* 1931年）
- 6月9日 - 杉原一昭、筑波大学名誉教授、心理学者（* 1937年）
- 6月9日 - 木下強三、元広島東洋カープ二軍監督（* 1936年）
- 6月9日 - カレン・アスリアン（Karen Asrian）、アルメニアのチェスグランドマスター（* 1980年）
- 6月10日 - エリオット・アジノフ（Eliot Asinof）、アメリカ合衆国の作家（* 1919年）
- 6月10日 - 櫟信平、プロ野球選手（* 1925年）
- 6月10日 - チンギス・アイトマートフ、キルギスの作家（* 1928年）
- 6月10日 - 水野晴郎、映画評論家（* 1931年）
- 6月10日 - キプカリャ・コネス（Kipkalya Kones）、ケニアの政治家（* 1952年）
- 6月11日 - ジャン・ドザイ（Jean Desailly）、フランスの俳優（* 1920年）
- 6月11日 - ボー・バン・キエト（Võ Văn Kiệt）、ベトナム社会主義共和国元首相（* 1921年）
- 6月11日 - 飯野公一、ダイヤモンドクレジット元社長（* 1926年）
- 6月11日 - オベ・アンダーソン、カーレーサー（* 1938年）
- 6月11日 - アダム・レドヴォン（Adam Ledwoń）、ポーランドのサッカー選手（* 1974年）
- 6月12日 - ダニー・デイヴィス（Danny Davis）、アメリカ合衆国のカントリーミュージック歌手（* 1925年）
- 6月13日 - 鎌田正、漢学者（* 1911年）
- 6月13日 - 古賀雷四郎、自由民主党元参議院議員、第48代北海道開発庁長官、第17代沖縄開発庁長官（* 1915年）
- 6月13日 - 大石博、動力炉・核燃料開発事業団元理事長（* 1929年）
- 6月13日 - 江口一久、国立民族学博物館名誉教授（* 1942年）
- 6月13日 - 天野政千代、英語学者（* 1950年）
- 6月13日 - ティム・ラサート（Tim Russert）、アメリカ合衆国のニュースアンカーマン（* 1950年）
- 6月14日 - ジャメラォン（Jamelão）、ブラジルのサンバシンガー（* 1913年）
- 6月14日 - 杉田光良、茨城県常総市市長（* 1937年）
- 6月14日 - 河瀬正利、考古学者、広島大学名誉教授、広島県教育委員会文化財保護主事、埋蔵文化財係長（* 1941年）
- 6月14日 - エスビョルン・スヴェンソン（Esbjörn Svensson）、スウェーデンのジャズミュージシャン（E.S.T.）（* 1964年）
- 6月15日 - ウォルター・ネッチュ（Walter Netsch）、アメリカ合衆国の建築家（* 1920年）
- 6月15日 - ジョン・バザート（John Buzhardt）、アメリカ合衆国のメジャーリーグベースボール選手（* 1936年）
- 6月15日 - スタン・ウィンストン、アメリカ合衆国のSFXスタッフ（* 1946年）
- 6月15日 - 麦屋弥生、地域づくりプランナー（* 1960年）
- 6月15日 - 岸由一郎、鉄道博物館学芸員（* 1972年）

## （16日 - 30日）
- 6月16日 - バート・シェパード（Bert Shepard）、アメリカ合衆国の野球選手（* 1920年）
- 6月16日 - マーリオ・リゴーニ・ステルン、イタリアの作家（* 1921年）
- 6月16日 - 山田鐐一、法学者、名古屋大学名誉教授（* 1922年）
- 6月16日 - 平田公敏、元日本税理士会連合会会長（* 1934年?）
- 6月17日 - シド・チャリシー、アメリカ合衆国のミュージカル女優（* 1921年）
- 6月17日 - ヒューイット・クレーン、アメリカ合衆国のSRIのエンジニア（* 1927年）
- 6月17日 - 川本恵子、ファッション評論家（* 1951年）
- 6月17日 - 宮﨑勤、連続殺人死刑囚（* 1962年）
- 6月18日 - ジャン・ドラノワ（Jean Delannoy）、フランスの映画監督・俳優（* 1908年）
- 6月18日 - ターシャ・テューダー、アメリカ合衆国の挿絵画家（* 1915年）
- 6月18日 - 山川和夫、日本腎臓移植ネットワーク元理事長（* 1950年）
- 6月18日 - 山口由美子、プレイガイドジャーナル元編集長（* 1951年）
- 6月18日 - 神戸みゆき、タレント・女優（* 1984年）
- 6月19日 - 佐々木洋興、化学者、元佐々木研究所所長・理事長（* 1911年）
- 6月19日 - キヨノサチコ[1]、絵本作家（* 1947年）
- 6月19日 - 宮迫千鶴、画家（* 1947年）
- 6月19日 - 扇太郎、日本相撲協会呼出（* 1982年）
- 6月20日 - 小岩井清、市川市議会議員、元日本社会党衆議院議員（* 1935年）
- 6月20日 - 汐見直行、俳優（* 1945年）
- 6月21日 - カーミット・ラヴ（Kermit Love）、アメリカ合衆国のマペット使い（* 1916年）
- 6月21日 - 田中治夫、ポプラ社初代社長（* 1920年）
- 6月21日 - 廣澤弘七郎、東京女子医科大学名誉教授（* 1923年）
- 6月21日 - 伊藤龍崖、書家（* 1926年）
- 6月21日 - 千葉馨、元NHK交響楽団首席ホルン奏者、国立音楽大学名誉教授（* 1928年）
- 6月21日 - グレート草津、元プロフェッショナルレスリング選手（* 1942年）
- 6月21日 - スコット・カリッタ（Scott Kalitta）、アメリカ合衆国のドラッグレーサー（* 1962年）
- 6月22日 - アルバート・コセリー（Albert Cossery）、エジプト生まれの作家（* 1913年）
- 6月22日 - ダディー・グッドマン（Dody Goodman）、アメリカ合衆国の女優（* 1914年）
- 6月22日 - 陸鏗（陸鏗）、中華香港のジャーナリスト（* 1919年）
- 6月22日 - 井上裕、元自由民主党代議士・参議院議員、第23-24代参議院議長（* 1927年）
- 6月22日 - 島一春、作家（* 1930年）
- 6月22日 - ジョージ・カーリン、アメリカ合衆国のコメディアン（* 1937年）
- 6月23日 - アーサー・チュン（Arthur Chung）、ガイアナ元大統領（* 1918年）
- 6月23日 - 上岡茂、元高知県警察本部長（* 1926年）
- 6月23日 - ジョン・ファーロング（John Furlong）、アメリカ合衆国の俳優（* 1933年）
- 6月23日 - ウィリアム・ヴィンス（William Vince）、カナダの映画プロデューサー（* 1963年）
- 6月24日 - 永田禎彌、洋画家（* 1916年）
- 6月24日 - レオニード・ハーヴィッツ、アメリカ合衆国の経済学者・数学者、ノーベル経済学賞受賞者（* 1917年）
- 6月24日 - ユゼフ・シャイナ（Józef Szajna）、ポーランドの演出家・作家（* 1922年）
- 6月24日 - アイラ・タッカー（Ira Tucker）、アメリカ合衆国のゴスペルシンガー（* 1925年）
- 6月24日 - 森清、元自由民主党代議士（* 1925年）
- 6月24日 - 土本典昭、映像作家（* 1929年）
- 6月24日 - 椋本彦之、グルメ杵屋会長（* 1935年）
- 6月24日 - 邵華、中華人民共和国撮影者協会主席（* 1938年）
- 6月24日 - デイヴ・カーペンター（Dave Carpenter）、アメリカ合衆国のジャズベーシスト（* 1959年）
- 6月25日 - 清水正夫、松山バレエ団理事長（* 1920年）
- 6月25日 - 中村尚夫、クラレ元社長（* 1924年）
- 6月25日 - 大根田裕也、元日本中央競馬会調教師（* 1931年）
- 6月25日 - ライアル・ワトソン、動物学者（* 1939年）
- 6月25日 - 佐藤信哉、トーシンパートナーズ会長（* 1947年）
- 6月26日 - 田淵節也、野村證券株式会社元社長（* 1924年）
- 6月26日 - リリアン・ショーバン（Lilyan Chauvin）、フランスの女優（* 1925年）
- 6月27日 - 小口大八、御諏訪和太鼓宗家（* 1924年）
- 6月27日 - レナード・ペナリオ、アメリカ合衆国のピアニスト（* 1924年）
- 6月27日 - レイモン・ルフェーブル、フランス共和国のイージーリスニング作曲家（* 1929年）
- 6月27日 - フレデリック・ボトン（Frédéric Botton）、フランスの作曲家（* 1937年）
- 6月27日 - マイケル・ターナー（Michael Turner）、アメリカ合衆国の漫画アーティスト（* 1971年）
- 6月28日 - 嘉藤栄吉、明石中等学校野球選手（* 1917年）
- 6月28日 - イリナ・バロノワ（Irina Baronova）、ロシアのバレリーナ（* 1919年）
- 6月28日 - スティーグ・オリーン（Stig Olin）、スウェーデンの俳優（* 1920年）
- 6月28日 - 小林政子、元日本共産党衆議院議員（* 1924年）
- 6月28日 - 佐々木久子、エッセイスト（* 1927年）
- 6月28日 - ニコラエ・リンカ（Nicolae Linca）、ルーマニアのボクサー（* 1929年）
- 6月28日 - ロニー・マシューズ（Ronnie Mathews）、アメリカ合衆国のジャズピアニスト（* 1935年）
- 6月28日 - ルスラナ・コルシュノワ、カザフスタンのファッションモデル（* 1987年）
- 6月29日 - 松浦啓一、九州大学名誉教授（* 1923年）
- 6月29日 - 長谷川武久、音楽評論家（* 1938年）
- 6月29日 - ドン・S・デイヴィス、アメリカ合衆国の俳優（* 1942年）
- 6月30日 - アンヘル・タビラ（Ángel Tavira）、メキシコの作曲家・ヴァイオリニスト（* 1924年）
- 6月30日 - 𨂊池均、プロ野球審判員（* 1945年）